# Cattedrale della Madonna del Ponte
La cattedrale della Madonna del Ponte, o di Santa Maria del Ponte, è il principale luogo di culto di Lanciano, in provincia di Chieti, cattedrale dell'arcidiocesi di Lanciano-Ortona. Nel febbraio del 1909 papa Pio X la elevò al rango di basilica minore, e nel 1940 venne dichiarata Monumento nazionale.

## Storia

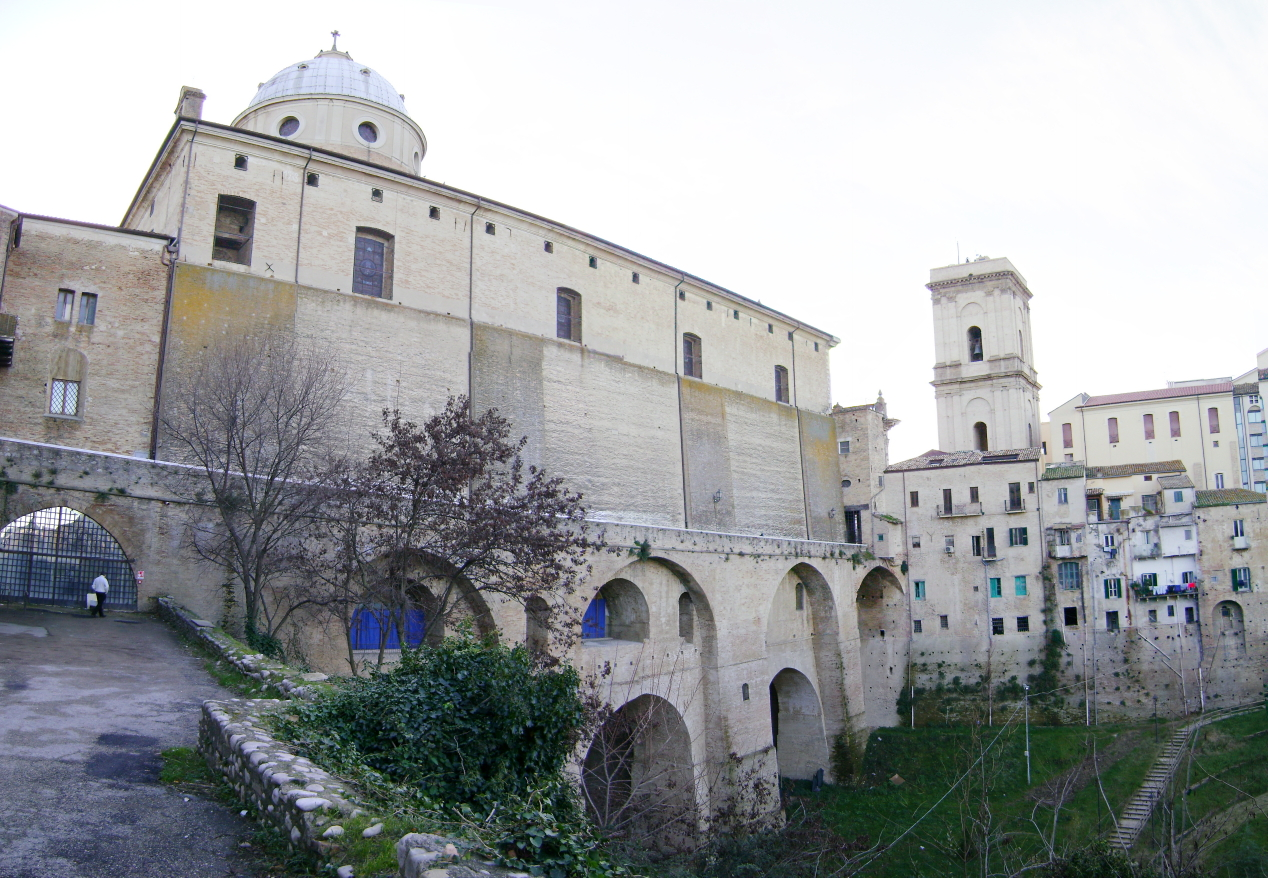
La cattedrale e il sottostante ponte di Diocleziano

### Il Ponte di Diocleziano

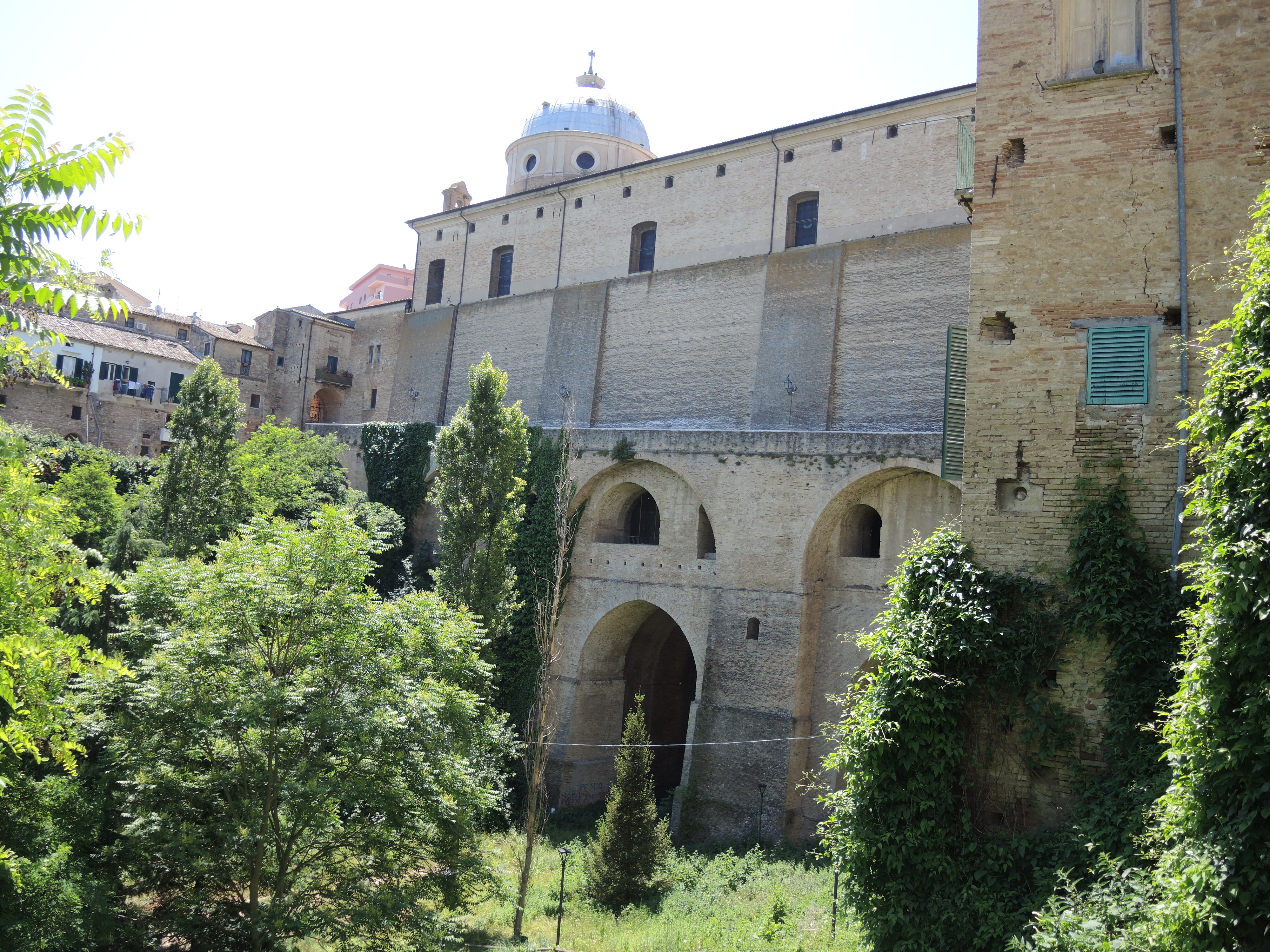
Le arcate del Ponte di Diocleziano, la costruzione del XVI secolo, con sopra la Cattedrale della Madonna

La caratteristica che rende unica nel suo genere la chiesa consiste nel fatto di essere edificata su tre archi di un ponte di origini romane, il ponte di Diocleziano. Sull'ipotetica origine del Culto Mariano a Lanciano, e sulla costruzione del cosiddetto ponte romano dell'imperatore Diocleziano, diversi storici locali se ne sono occupati, da Pietro Pollidori  e Domenico Romanelli, da don Uomobono Bocache, ai più recenti Luigi Renzetti, che stampò un opuscolo sulla storia del Santuario della Madonna, Corrado Marciani e infine Florindo Carabba. In pubblicazioni più recenti si analizzano scientificamente la storia del ponte e le sue vicende edilizie sino al XVII secolo. Sulla base di rinvenimenti archeologici scavati negli anni '90 dalla Soprintendenza archeologica di Chieti coordinata dal dott. Andrea Staffa, si è scavato un percorso archeologico sotterraneo sotto la piazza del Plebiscito, per collegare simbolicamente il percorso Auditorium di Diocleziano, e il convento antico dei Basiliani del Santuario francescano del Miracolo eucaristico. Gli archeologi scavano un corposo strato sotterraneo della piazza, hanno appurato che la piazza antica della città era posta molto al di sotto dell'attuale piano di calpestio, ed è stata a più riprese dall'VIII secolo al XV secolo rialzata a strati di pietra, inglobando una consistente porzione dell'antico tracciato di accesso alla città dalla via del Tratturo (oggi corso Bandiera), nonché parte della facciata dell'antico succorpo del XII-XIII secolo, della chiesa della Santissima Annunziata, detta anche "Santa Maria in Platea".

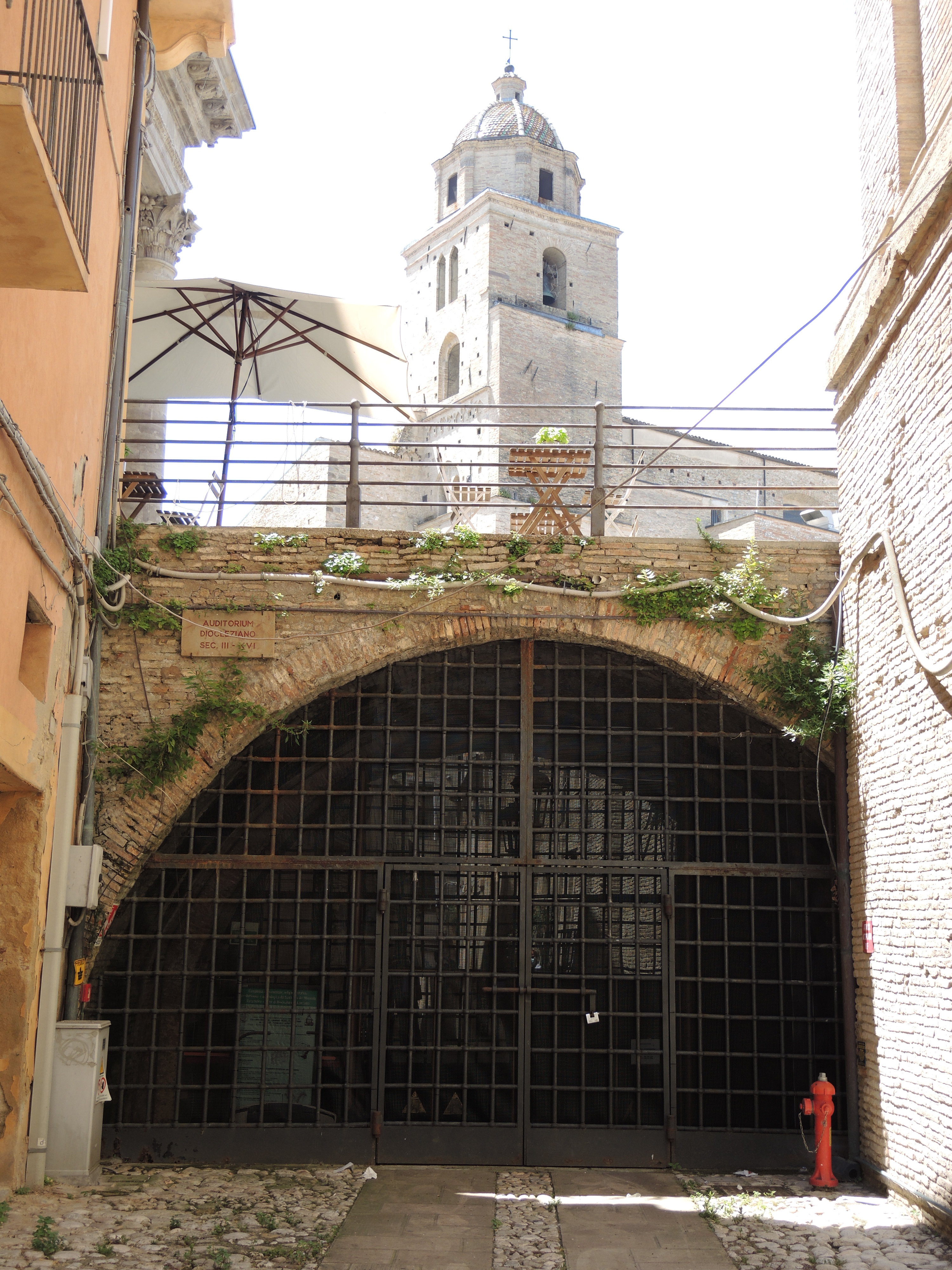
Ingresso all'Auditorium Diocleziano, sotto la Torre

Inoltre presso il percorso, gli archeologi hanno rinvenuto tracce di un probabile ponte romano del III secolo, all'altezza del ponte medievale del XIV secolo, definito dagli storiografi antichi impropriamente "ponte di Lotario II di Germania" (1138), sulla base di una perduta lapide rinvenuta da Uomobono Bocache, che ne attestava la ricostruzione sopra le rovine di quello romano. Tuttavia già da Theodor Mommsen, la critica ha ritenuto quasi tutte le lapidi false, rinvenute dal Bocache a fine Settecento, che dovevano comprovare con certezza in città la presenza di u ponte antico, o di un tempio, o di un sepolcro, o di un complesso termale. La stessa situazione varrebbe per il ponte di Diocleziano, sulla base di una lapide rinvenuta nel 1785 dal Bocache in una camera, con l'iscrizione: IMPP. DD. NN. DIOCL. IOV. ET MAX. ERC. / CAES. AUG. S.P.Q. ANXANEN. / D.N. MQ. EORUM / PONTEM F.C., ossia una descrizione del ponte restaurato, eretto dal Senato di Anxanum in onore dei due imperatori Diocleziano e Massimiano. La lapide andò dispersa insieme a diverse altre del Bocache, mentre altre sono di proprietà della famiglia Di Fonzo di Vasto, dopo aver acquistato il Casino De Riseis di Lanciano, dove erano conservate.

### Il Ponte e la statua della Madonna
Il ponte di Diocleziano apparirà nelle fonti storiografiche solo nel XVII secolo, descritto inizialmente come grande pilastro della chiesa antica della Madonna, e successivamente per le speculazioni storiografiche sulle origini romane. Il Ponte ad archi a sesto acuto, ancora visibile presso il Corridoio spagnolo del 1512-1583, risale al XIV secolo circa, impropriamente è stato collegato al passaggio a Lanciano delle truppe di Lotario II; in concomitanza con ciò, è nata la tradizione del rinvenimento, durante i lavori di ricostruzione, di una statuetta di terracotta della Madonna col Bambino, nascosta in una nicchia da dei cristiani nel VIII secolo, per nasconderla alla furia iconoclasta dell'imperatore bizantino Leone III Isaurico di Bisanzio.
La statuetta secondo la tradizione, fu rinvenuta dai muratori nella nicchia, e ritenuta miracolosa, fu posta in una nicchia sopra i merli del nuovo ponte; essendo il ponte zona di traffico merci per il Tratturo, l'edicoletta votiva iniziò ad essere frequentata, e dovette essere costruita una chiesa maggiore, quella del 1389. La chiesa di Nostra Signora delle Grazie, che aveva l'edicola con la Madonna lungo il fianco lungo del ponte, continuò ad ampliarsi per le offerte, fiancheggiando la già esistente chiesa della Santissima Annunziata, nel 1443 il Ponte risultava completamente occupato dalla chiesaSicché dovette costruirsi un secondo ponte sopra il valloncello del Pozzo Bagnaro, questo secondo ponte è ancora visibile dal percorso del Corridoio spagnolo, e ha arcate a tutto sesto. L'ultima arcata del ponte tuttavia cedette nel 1542 per il peso, e dovette essere ricostruita insieme a parte del fianco della chiesa, ugualmente franato.
Nel frattempo giunsero anche donazioni cospicue per la fabbrica della chiesa, nel 1483 una bolla di papa Sisto IV, conservata nell'archivio diocesano di Lanciano, poi un testamento del ricco Angelo di Buccio della Taranta. La chiesa aveva dei canonici, aveva un'istituzione pia chiamata la Santa Casa del Ponte, con cappella musicale, tutt'oggi esistente, ma le rendite erano amministrate dalla Universitas di Lanciano, fino al XIX secolo.
L'ultimo Ponte, l'attuale Auditorium, o Corridoio, fu realizzato dal 1512 fino al 1583, è il maggiore di tutti i ponti succedutisi, composto da robuste arcate voltate a crociera, in laterizio, con robusti pilastri laterali, che si raccordano alle tre poderose arcate visibili dal sottostante parco del Diocleziano; l'ingresso era presso la torre campanaria del 1612-1620, a piano più ribassato, e il percorso per i carri e i pellegrini, terminava con un torrione e una porta presso l'uscita verso la via del Tratturo, ossia al Corso Bandiera. Il ponte verrà rifoderato con altri pilastri esterni, e con un corridoio superiore, che affianca la Basilica, nel 1933, sia dal lato settentrionale, che quello meridionale lato Corso Trento e Trieste, a causa dei danni causati dal terremoto della Maiella di quell'anno. L'architetto Filippo Sargiacomo intervenne nei primi del '900 al Ponte, per la realizzazione del Nuovo Corso, poi Corso Trento e Trieste, voluto dal sindaco Gerardo Berenga nel 1902-1904. A causa del burrone che iniziava dalla piazza, prolungandosi sino all'ex Campo della Fiera oggi villa comunale, il Sargiacomo dovette costruire il basamento terraneo con terreno di riporto, e chiudere il burroncello col fiume che scorreva sotto il Ponte da secoli.
Dovette essere demolita una cappella ottocentesca sotto l'arco maggiore del Ponte, dedicata alla Madonna della Purità, si costruì un muro-diga a pianta concava, per poter reggere il peso del terreno di riporto che fu utilizzato, riempiendo il fossato per buona parte dell'attuale percorso del Corso. Sargiacomo risolse così il problema di riempimento del fossato, e creò la base per la costruzione di nuovi edifici lungo il Corso; previde l'erezione di edifici bassi per non gravare sul peso del terreno, dotati di portici, volendo armonizzare il tutto con la vicinanza al fianco della Cattedrale, ma l'amministrazione decise di erigere palazzi molto alti, che tutt'oggi coprono il fianco della Cattedrale, e che col peso hanno causato anche cedimenti recenti lungo la strada
Negli anni '60, nell'ambito dei lavori di ristrutturazione dei monumenti più interessanti di Lanciano a cura della Soprintendenza di L'Aquila, il Ponte, che era utilizzato da anni come magazzino della diocesi e come pescheria comunale, fu ristrutturato integralmente; fu aperto il passaggio al succorpo della chiesa sconsacrata della Santissima Annunziata, e fu creato l'Auditorium Diocleziano. Nel 1992-1999 è stato aperto il passaggio archeologico sotterraneo la Piazza, per il collegamento col santuario del Miracolo.

## Chiesa di Santa Maria Annunziata

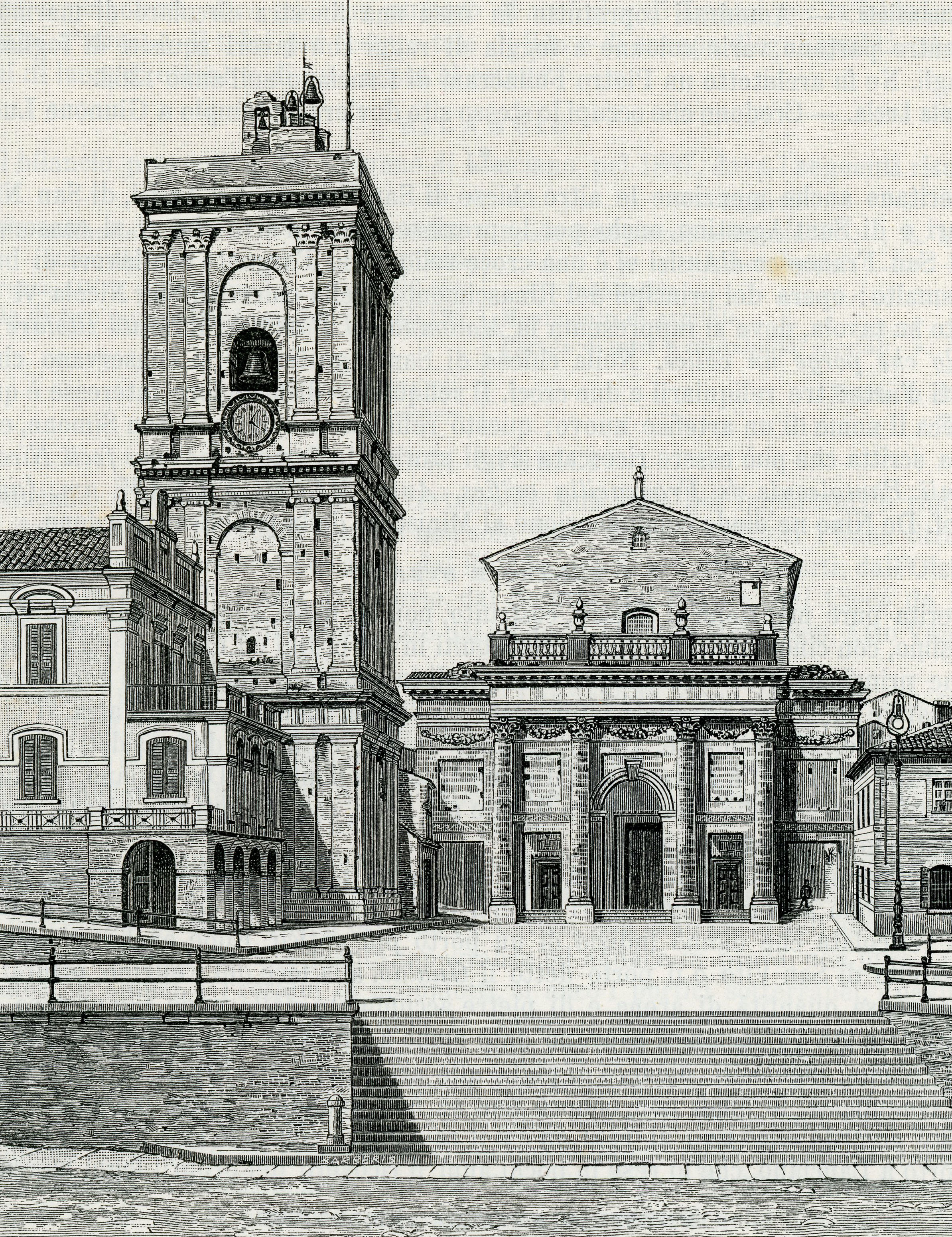
Disegno di Strafforello Gustavo, del 1899, che mostra la Cattedrale, la chiesetta dell'Annunziata sorgeva sulla destra

Non esiste documentazione antica circa le origini di questa chiesa, restano le fonti scritte nelle memorie di Uomobono Bocache, da cui attinsero gli storici successivi. La chiesa, nota anche come "Santa Maria de Platea", risaliva al XII secolo, anche se Bocache afferma che esisterebbe sin dal IV secolo, eretta sopra i ruderi del tempio di Marte. La chiesa insisteva in un'area isolata, in forte depressione collinare; successive interpretazioni errate degli Acta Sanctorum circa la vita dei Martiri Legonziano e Domiziano, i cui corpi erano conservati in Aterno, oggi Pescara, nel passo in cui è menzionata la curtis Aternana, cambiata in curtis Anteana, hanno dato adito agli storiografi locali di immaginare un'ipotetica grande piazza antistante la chiesa dell'Annunziata, dove si svolgevano i commerci, piazzetta antistante anche il convento basiliano di San Legonziano, sopra cui nel 1258 sarà eretto il monastero francescano del Miracolo eucaristico.
La chiesa nel XIV secolo viene affiancata dalla chiesetta oratorio di Maria Santissima delle Grazie, e man mano che quest'ultima cresce per importanza e struttura nei secoli, la chiesetta dell'Annunziata perderà potere. Nel 1442 la nuova chiesa della Madonna era completata, lo storico Antonio Ludovico Antinori rammenta presso una trave del tetto l'iscrizione "1442". In una pianta presso l'Archivio di Stato di Venezia del XVI secolo è possibile notare come le due chiese fossero praticamente attaccate dal lato meridionale, e di come la chiesetta della Madonna delle Grazie si fosse notevolmente ampliata; nel progetto si prevedeva la costruzione di loggiato a tre ingressi come nartece, cosa che fu fatta nel 1819 da Eugenio Michitelli di Teramo, e l'erezione di una nicchia centrale con l'Immagine della Madonna.
La chiesa laterale dell'Annunziata era provvista di un rosone a raggiera con un'iscrizione, il portale del XIII secolo a sesto acuto doveva essere demolito e rifatto. La chiesa dell'Annunziata era stata ricostruita sopra quella antica circa nel XIV secolo, come è possibile notare dal succorpo presso il percorso archeologico del Ponte di Diocleziano; la struttura antica, attualmente sotto la Piazza, era a navata unica, con volte a crociera, come si nota dalle tracce di nervature e costoloni a sesto acuto. Successivamente per reggere la chiesa superiore, la navata fu foderata di nuovi pilastri e volte, e una fila di pilastri robusti. La chiesa dell'Annunziata verrà demolita nel 1815.1819 nell'ambito dei lavori di riqualificazione della Piazza per volere dell'ingegnere regio Eugenio Michitelli, che demolirà anche il portico antistante la Basilica. Dell'antica chiesa sopravvivranno il portale antico, tagliato e rimontato all'ingresso del Palazzo arcivescovile, e l'iscrizione lapidea a caratteri gotici del rosone, cin cui si afferma che fu completato nel 1412 per volere dell'Università Lancianese, fatto da Petruccio Follazani di Lanciano. Tale Petruccio realizzerà anche una scultura, di cui si conserva l'iscrizione, presso il chiostro dell'abbazia di San Giovanni in Venere.

### Nuovi lavori alla Basilica dal XV secolo al XVIII
La chiesa verrà rifatta, a causa del crollo del fianco laterale, a partire dal 1488, con privilegio di Alessandro Della Marra per conto del vescovo di Chieti Colantonio Valignani, concedendo il privilegio all'Università di nominare canonici e cappellani il giorno di Sant'Antonio; con la bolla di papa Leone X del 1515 in cui Lanciano assurgeva a sede vescovile con il vescovo Angelo Maccafani, ripresero i nuovi lavori alla cattedrale, nel 1545 il vescovo Giovanni Salazar chiedeva di riunire giuridicamente e materialmente le due chiese di Santa Maria delle Grazie e dell'Annunziata. Infatti quest'ultima si trovava all'altezza del ponte medievale del XIV secolo, tralasciando il succorpo più antico che lo fiancheggiava nelle arcate robuste; la chiesa della Madonna delle Grazie poggiava sopra il Corridoio avviato nel 1512, c'era disomogeneità. Coi nuovi lavori la chiesetta dell'Annunziata venne chiusa nell'accesso, e scomparve anche l'edicola votiva antica. Nel rifare la nuova edicola fu chiamato l'architetto lancianese Ottaviano Grandeo, il quale aveva realizzato statue anche presso il convento di Sant'Angelo della Pace, oggi Sant'Antonio. Altare andato però demolito nel 1762 per realizzare la nuova cappella del Santissimo Sacramento. La statua della Madonna fu tagliata e riposizionata.
Divenne collegiata e poi cattedrale a partire dal XVII secolo, essendo prima la chiesa di Santa Maria Maggiore il luogo sede della cattedra. Nel Cinquecento si narra dello stato di semi-decadenza della chiesa, con il soffitto a capriate lignee da restaurare (testimonianza di integrità ancora nel 1645), e l'oratorio dell'Annunziata attraversato dai pastori transumanti con le pecore per giungere alla piana della Fiera, oggi viale delle Rose. Il XVII-XVIII secolo fino alla nuova ricostruzione, la Basilica subì un periodo lungo di decadenza, e di lavori interrotti, per ristrettezze economiche. Tanto che nel 1589 Mons. Paolo Tasso ordinava di erigere un tabernacolo ligneo decente per il Santissimo Sacramento, trasferito dall'adiacente chiesa dell'Annunziata.
Dal 1588 al 1607, ogni 23 dicembre il vescovo Monsignor Paolo Tasso, organizzò un simbolico pellegrinaggio dal palazzo episcopale presso la collegiata fino alle porte della città, presso la chiesa campestre di Santa Maria dell'Iconicella, volendo inscenare il pellegrinaggio di Maria e Giuseppe da Nazareth a Betlemme, prima della nascita di Gesù. La cerimonia si chiamò la "Squilla" per il suono della campanella in mano al vescovo che suonava durante il percorso. Nel corso del Seicento fu costruito per la campanella la torre civica attuale, ospitando un concerto di sette campane, compresa la campanella "Squilla" (Squijje in dialetto locale) e due fisse per l'ora.
Agli inizi del XVII secolo, per opera di Tommaso Sotardo di Milano venne costruito il campanile, dal 1610 al 1626. Fino ad allora la Basilica si serviva dell'altro campanile a torre dell'Annunziata, che però crollò in parte. La fabbrica del nuovo campanile, impropriamente chiamato Torre civica, fu monumentale, collegato alla chiesa da un porticato, poi demolito, fu realizzato in quattro settori, volendo rappresentare il simbolo dell'episcopato di Lorenzo Mongiò di Galatina, ricordato attraverso una moderna lapide affissa alla Torre. Nel 1682 Francesco Antonio Carafa riconsacrò la basilica dopo lavori all'interno, avendo fatto realizzare il pavimento in pietra della Maiella, avendo fatto realizzare degli affreschi, andati poi distrutti, dei Profeti, Dottori della Chiesa e Sibille in conversazione con Maria, opera di Antonio Maria Purano. Nuovi lavori furono completati nel 1752, quando Anton Ludovico Antinori la riconsacrò. Nel 1758 la statua fu spostata dalla cappella del Sacramento all'altare maggiore, sicché si decise più avanti un rifacimento totale dalle fondamenta della nuova e definitiva Basilica cattedrale.

### La nuova fabbrica definitiva
Nel 1762 l'altare privilegiato del Grandeo, con la statua della Madonna del XV secolo, fu distrutto, e furono incaricati del progetto Gennaro Campanile e il marmoraro Crescenzo Trinchese; quest'ultimo rifece in marmi policromi, l'altare maggiore, e tutta la cappella del Sacramento, nonché l'altare della cappella vescovile di San Gaetano a Lanciano; all'altare maggiore collaborarono anche i maestri marmorari Felice e Loreto Di Cicco da Pescocostanzo

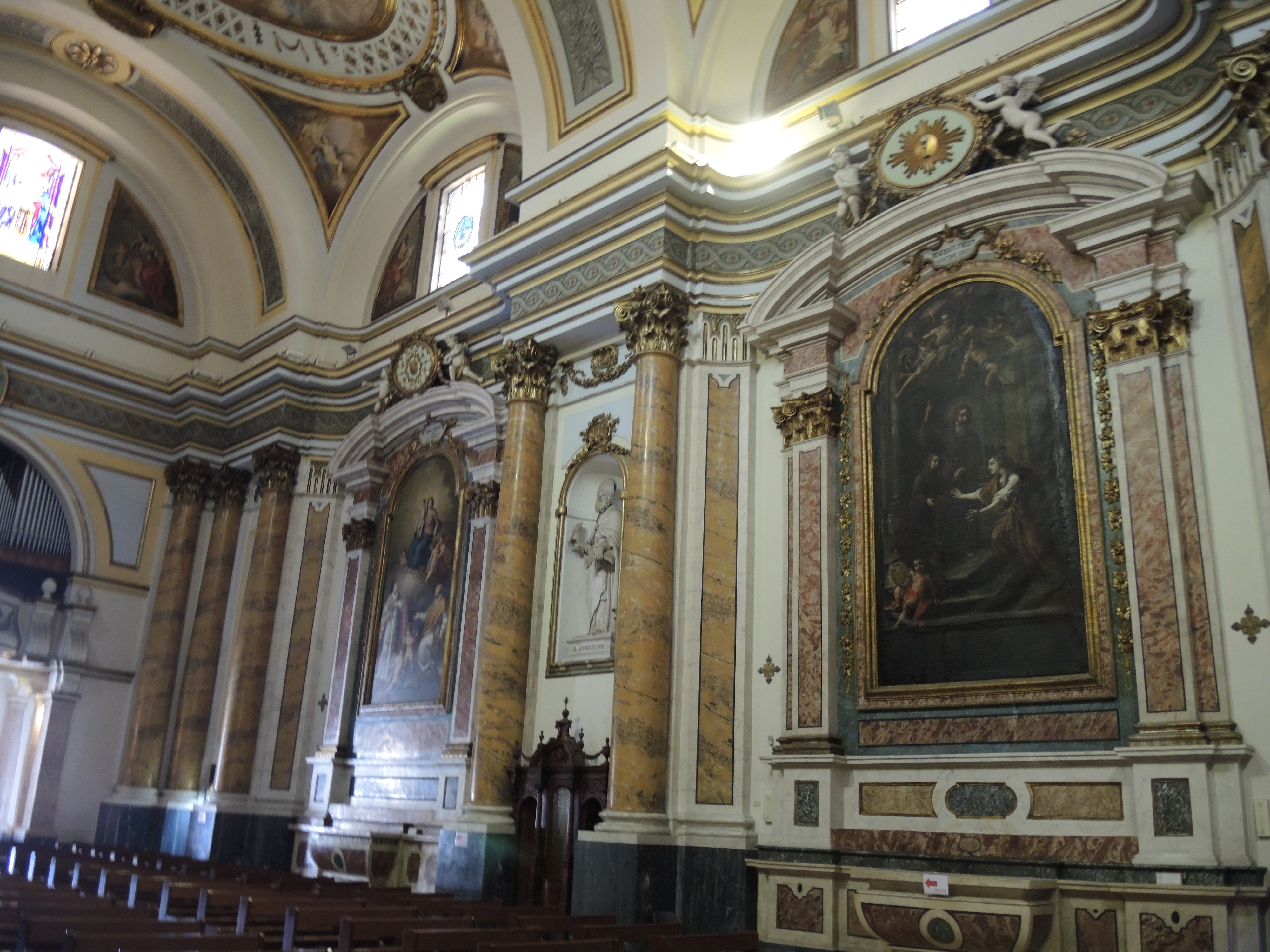
Cappelle laterali di destra

I primi lavori di ricostruzione totale furono affidati a Carlo Fantoni e Nicola Santoro nel 1785, per la distruzione del soffitto ligneo e costruzione dell'impianto a volte ellittiche, con la quarta sopra il transetto, sostituita dalla cupola. Il progetto fu quello ispirato alla chiesa del Gesù di Roma; il Fantoni aveva già lavorato alla cappella privilegiata di San Bernardino nella Basilica di L'Aquila, al cappellone di San Berardo nel Duomo di Teramo, aveva riprogettato la chiesa di Santa Chiara a Sulmona; al progetto del Fantoni intervennero anche Nicola Santoro e Giovanni Antonio Fontana di Penne. Tuttavia non si completò il lavoro della facciata, realizzata anni più avanti.
Gli stucchi del 1772-84, e la decorazione delle colonne e paraste in finto marmo, furono di Alessandro Terzani di Como.
Nel 1794 fu arricchita da affreschi di Giacinto Diano, che dipinse le volte e alcune tele delle cappelle laterali, nonché l'affresco perduto dell'Assunzione in Cielo di Maria, presso la cupola antica. Le quattro nicchie laterali con le statue dei Padri della Chiesa e dei Profeti furono di Nunzio e Antonio Ferrari di Guardiagrele, a fine '800.
La facciata, iniziata nel 1819 su progetto del 1817 di Eugenio Michitelli (il modellino in legno si conserva nel Museo diocesano di Lanciano), non fu mai terminata nella parte superiore. La chiesetta dell'Annunziata fu demolita, il portico anche, e fu eretto il vestibolo di ingresso con gli archi e la balaustra monumentale. Tuttavia per mancanza di fondi, la parte superiore col timpano rimase incompiuta sino agli anni '50, quando verrà completata da Ennio Villante di Lanciano. Nel 1894 l'architetto lancianese Filippo Sargiacomo realizzò un progetto di completamente, molto avveniristico, con la decorazione delle statue dei Santi, e al centro della Madonna, sulla balaustra, e pinnacoli presso il timpano. Aprì anche due passaggi laterali il frontone, l'uno ancora aperto per il passaggio sopra il Ponte, il secondo sul lato del Corso, chiuso successivamente, dove verrà affissa nel 1962 una targa per ricordare dei lavori al Duomo, voluti dal vescovo Benigno Luciano Migliorini
La notte del 13 settembre 1833 la cattedrale tutta attese un'intera notte il ritorno da Roma della statua della Madonna, portata dal pontefice per l'incoronazione simbolica. Al suo ritorno in città la folla dette in escandescenze di profonda venerazione, e dalle numerose contrade la popolazione portò il raccolto in segno di rispetto. La chiesa subì alcuni lievi danni col terremoto della vicina Orsogna nel 1881. Tra il 1942 e il 1943 la chiesa fu oggetto di lavori di consolidamento a causa dei bombardamenti. La Torre riportò seri danni col bombardamento della piazza del 20 aprile 1944. Altri danni ci furono negli anni '50 col collasso della balaustra della cantoria dell'organo, che fu ricostruita.
Negli anni '50, a causa di infiltrazioni che già un secolo prima avevano distrutto quasi del tutto l'affresco del Diano, e rischiando il collasso per cedimenti strutturali, si decise di demolire la vecchia cupola per costruirne una molto più grande e monumentale. Il progetto fu di Ennio Villante. Nel 1984 il terremoto della Val di Comino provocò ingenti danni alla Basilica, come il distaccamento di porzioni di affreschi della volta, crepe vistose nelle mura laterali. Chiusa nuovamente per restauro, la cattedrale fu riaperta al pubblico con solenni cerimonie nel 1996.

## Descrizione

### Esterno

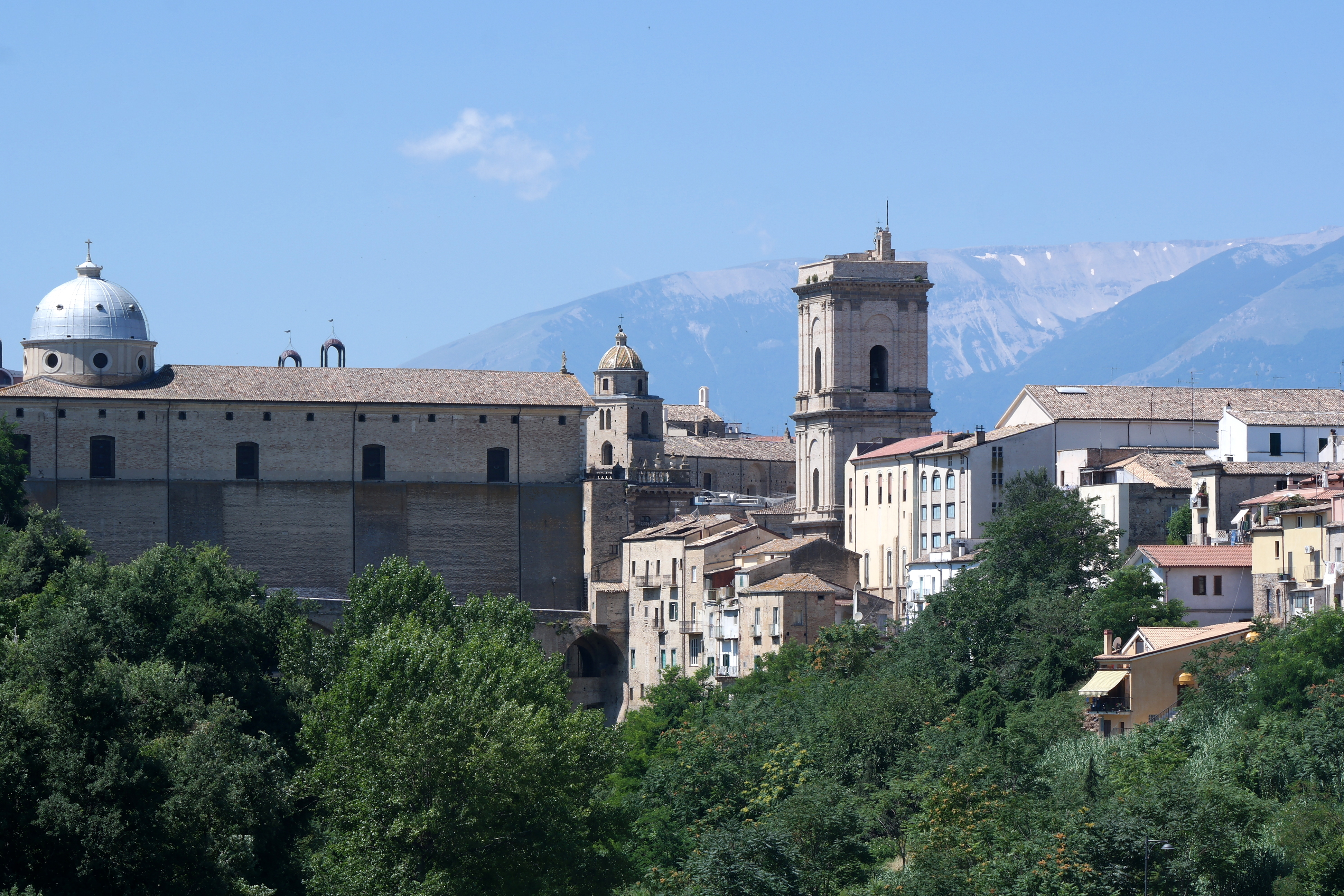
Prospetto della basilica dal Parco del Diocleziano, Lancianovecchia

La chiesa odierna è frutto di una sostanziale ricostruzione, del progetto di Carlo Fantoni del 1771-78. In un disegno dell'abate Giovan Battista Pacichelli pubblicato nel 1703, la chiesa quattrocentesca era abbastanza simile a quella attuale, senza fondamenta, ma direttamente poggiante sopra la costruzione del Ponte di Diocleziano, priva di un transetto e di una cupola, e quasi sovrastata dalla grande torre campanaria del 1610. Oggi la parte destra è oscurata dal Palazzo De Simone, realizzato presso il corso Trento e Trieste negli anni '20, durante il piano di riqualificazione urbana civica di Filippo Sargiacomo. Per l'occasione, quella di creare il nuovo struscio cittadino, il piano stradale venne notevolmente rialzato rispetto al livello originario, dato che in fotografie storiche è possibile ancora vedere come la cattedrale poggiasse direttamente sopra il ponte romano, con i bastioni contraffortati sporgenti, e in vista del fosso un grande arco a doppio fornice, uno dei quali visibile dal Parco del Diocleziano, nel lato opposto, sotto cui passava il fiumiciattolo della Fonte del Borgo. La differenza del livello stradale di calpestio è ben visibile anche dall'accesso al ponte dal retro della basilica, dall'arco dell'antica Porta Santa Maria del Ponte, le cui fondamenta sono visibili nell'auditorium sotterraneo del ponte stesso.
La chiesa dunque si presenta a pianta rettangolare senza transetto, e con abside posteriore irregolare, minore rispetto all'area della struttura, e con cupola cilindrica a calotta all'altezza del presbiterio. La facciata volge su Piazza Plebiscito, affiancata dalla torre campanaria, e da un piccolo portico collegato all'ex edificio della Santa Casa del Ponte, che in origina aveva anche ospedaletto per i pellegrini e gli infermi, e gli uffici vescovili. Sul retro, accanto alla cupola, sorge un piccolo campanile a vela in laterizio.

#### Facciata

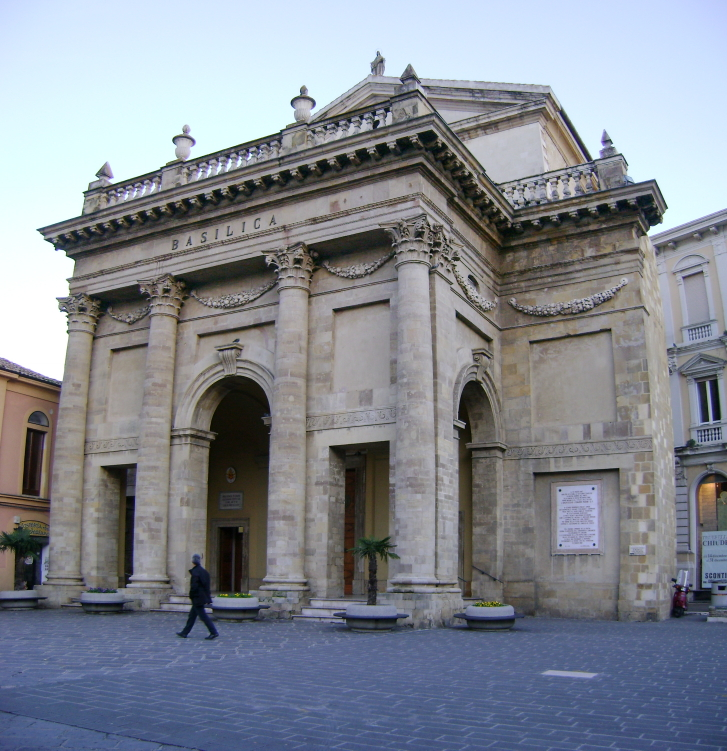
Prospetto della facciata

La facciata ottocentesca del Michitelli, con la parte superiore del timpano completata dal Villante, possiede un avancorpo formato dal portico, sormontato dalla balaustra. Quattro colonne a cilindro precedono l'accesso, ossia un pronao tetrastilo d'ispirazione greco-classica. Le colonne hanno forma dorica ma i capitelli sono di ordine composito con ornamento vegetale corinzio. I muri sono costituiti in mattoni faccia vista. I capitelli delle colonne, assieme alla balaustra, sono decorati alla maniera corinzia, con altri elementi floreali nel contorno, come cornucopie e festoni a carattere vegetale e fruttifero.
I portali di ingresso recano le indulgenze plenarie concesse dai papi Gregorio XIV e Leone XII, la lunetta del portale maggiore ha un affresco della Madonna sopra il Ponte nell'atto di proteggere Lanciano.

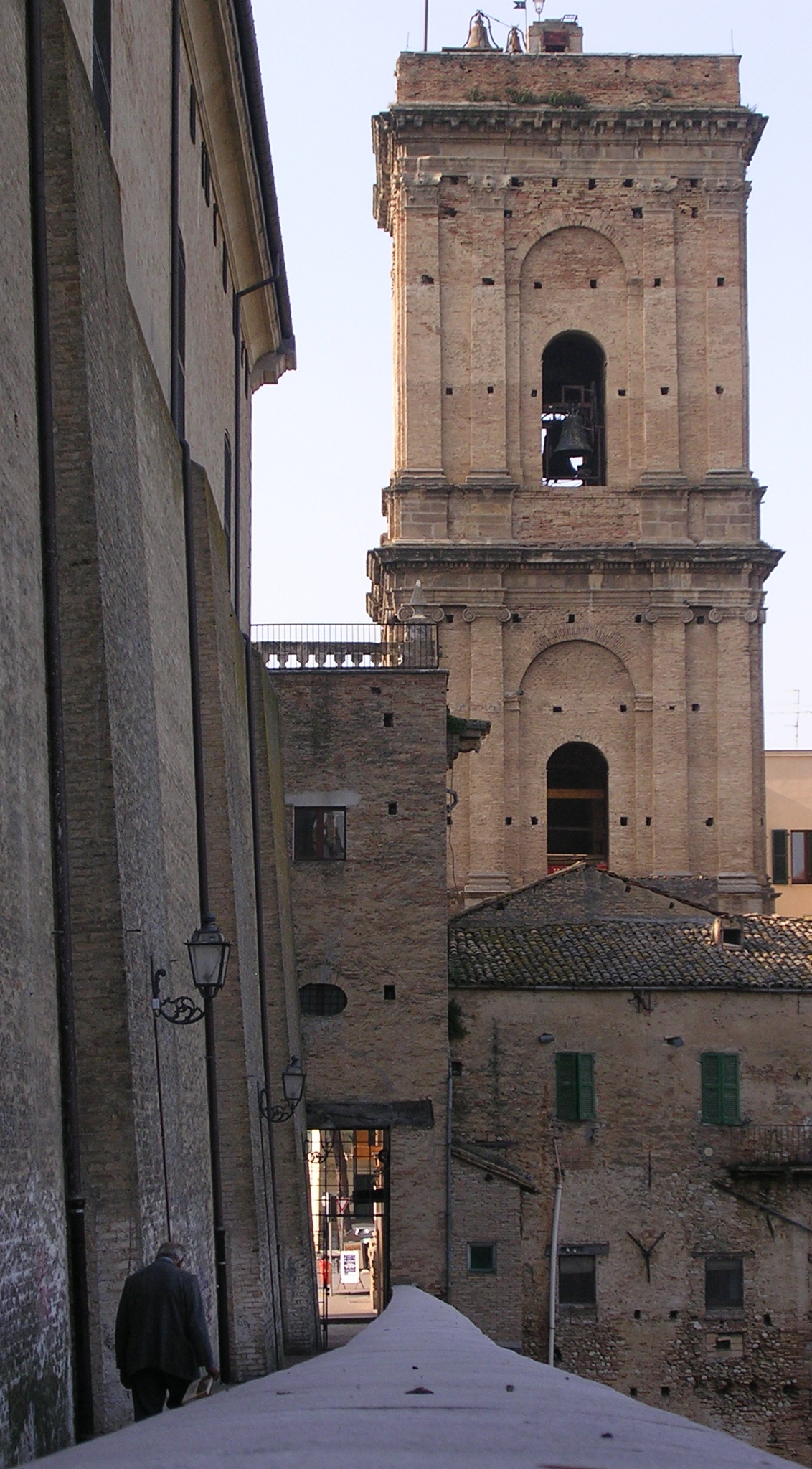
Torre campanaria vista dal Ponte Diocleziano, sul fianco destro della cattedrale

Prima del restauro del dopoguerra, la facciata mostrava chiaramente la sua incompiutezza. Al livello della balaustra del balcone, la porzione del timpano triangolare mostrava la muratura grezza a vista preparatoria per lo strato di laterizi e mattoni. Nel restauro, non seguendo il progetto monumentale di Michitelli, la muratura venne semplicemente rivestita di bianco, e in cima venne eretta una statua della Vergine del Ponte benedicente.
Dalle carte preparatorie del Sargiacomo, per completare il progetto di Michitelli, i lavori della facciata dovevano essere davvero sfarzosi: era prevista la realizzazione di varie statue di santi e della Madonna col Bambino, insieme a bassorilievi da collocare nei riquadri ciechi della parte bassa della facciata, che dovevano ospitare, secondo il progetto, delle scene della vita di Maria.

#### Torre civica
Il campanile si trova separato dal resto della struttura, articolato su tre livelli.Costruito nel 1610-1620 dall'ingegnere milanese Tommaso Sotardo, assolve tutt'ora le funzioni di campanile della Basilica, ma anche adunava i pubblici parlamenti con la suonata della campana. Dopo l'Unità d'Italia, quando nel 1860 nella piazza del Mercato si tenne il plebiscito di annessione, le amministrazioni iniziarono a "prendere possesso" della torre con una serie di lapidi e iscrizioni affisse. Una è dedicata al progetto di costruzione voluto dal vescovo Lorenzo Mongiò, un'altra è dedicata a Garibaldi, eretta nel 1907. Inoltre nel 1867 fu costruito l'orologio pubblico comunale, cui negli anni '20 se ne aggiungerà un altro quadrante, segno della "presa di possesso" del Municipio delle funzioni della torre, che inizierà a chiamarsi impropriamente "torre civica".
Un'altra importante lapide si trova affissa dal XIX secolo, asportata dal porticato demolito della Cattedrale, è una lapide del XVI secolo rettangolare, in pietra locale, recante gli stemmi del Comune, e caratteri latini che ricordano come il poeta locale Oliviero Lancianese avesse rinvenuto un'antica iscrizione romana, che attestava l'esistenza dell'antico Municipium di Anxanum, e di come questa fu fatta murare dal Governatore della città Alfonso Belmonte. La lapide antica che elencava i decurioni di Anxano, risalente forse al II secolo d.C., andò in frammenti dopo il bombardamento del 20 aprile 1944, e dopo varie vicende, fu rimontata dentro il palazzo municipale. Tuttavia il Mommsen riuscì ad esaminarla e a pubblicarla come autentica, rispetto alle varie lapidi false sull'antica Anxanum, che lui denunciò nella sua opera magna. La torre è stata ripulita e restaurata nel 2005.
Torre rettangolare suddivisa in tre livelli, con paraste laterali classiche che terminano a capitello ionico. Ogni cornice marcapiano ha una fasciatura a rilievo, al termine della quale, per ogni lato, agli angoli estremi reca gli stemmi dell'Università di Lanciano. Il secondo settore ha quattro arcate a tutto sesto al centro di ciascun lato, dove si ipotizza esistessero delle campane. Ugualmente l'ultimo settore è provvisto di arcate per ciascun lato; il lato meridionale e occidentale hanno dei quadranti dell'orologio pubblico della fonderia Trebino. Il concerto è di quattro campane. La maggiore dopo i lavori del 1996, suona  tiro-battaglio, mentre le altre si muovono a mezzo-slancio, ha incisi gli stemmi della Città. La campana mezzana è dedicata a Nostra Signora del Ponte. Il concerto termina, sulla sommità della torre, con tre campane, due fisse, dedicate una alla Madonna del Ponte e l'altra alla Città di Lanciano. La terza è la Squilla, rifusa nel 1853, che suona ogni mattina per mezzora dalle ore 8:00, e per un'ora il giorno 23 dicembre.

### Interno

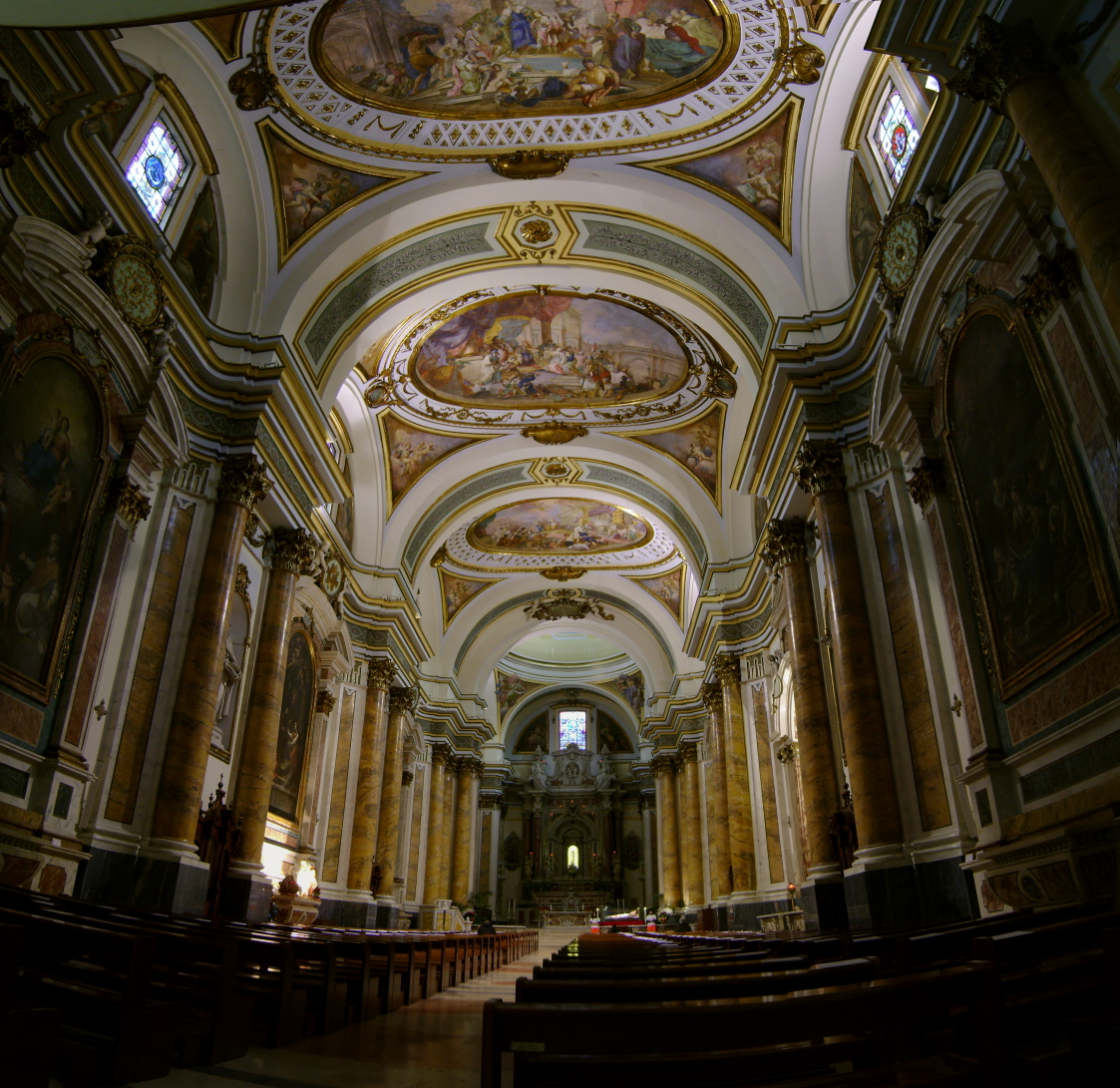
Interno

L'interno, a navata unica, presenta paraste con capitelli corinzi che sostengono le volte lungo tutti i muri perimetrali. Sono opera di Alessandro Terzani di Como, con doratura realizzata dal Sembiante di Lanciano, che fu attivo anche presso la chiesa madre di Lama dei Peligni. L'organo della cantoria era decorato da stucchi in una cassa on angeli, opera di G. Gennari di Rovigo, trasferitosi a Lanciano nel 1795, il quale impiantò bottega, da cui fiorì l'organaro Quirico Gennari; la cantoria era invece di Nicola Di Virgilio del 1804, l'attuale costruzione del Villante, di gusto neoclassico, è dovuta al fatto che parte della volta collassò sopra la cantoria antica, distruggendo l'organoL'organo nuovo del 1956-59 è dell'impresa Bevilacqua di Torre dei Nolfi (Sulmona). Tra queste paraste binate, all'altezza mediana della navata, presentano in relazione tra di loro, due coppie di nicchie con statue giganti di santi, opera di Nunzio e Antonio Ferrari di Guardiagrele (1885), che ritraggono San Girolamo, Sant'Agostino, Sant'Ambrogio e Sant'Atanasio. 
La partitura a stucchi è di Alessandro Terzani, che realizzò l'impaginato decorativo che mostra il passaggio dal tardo barocco settecentesco al proto-neoclassico.

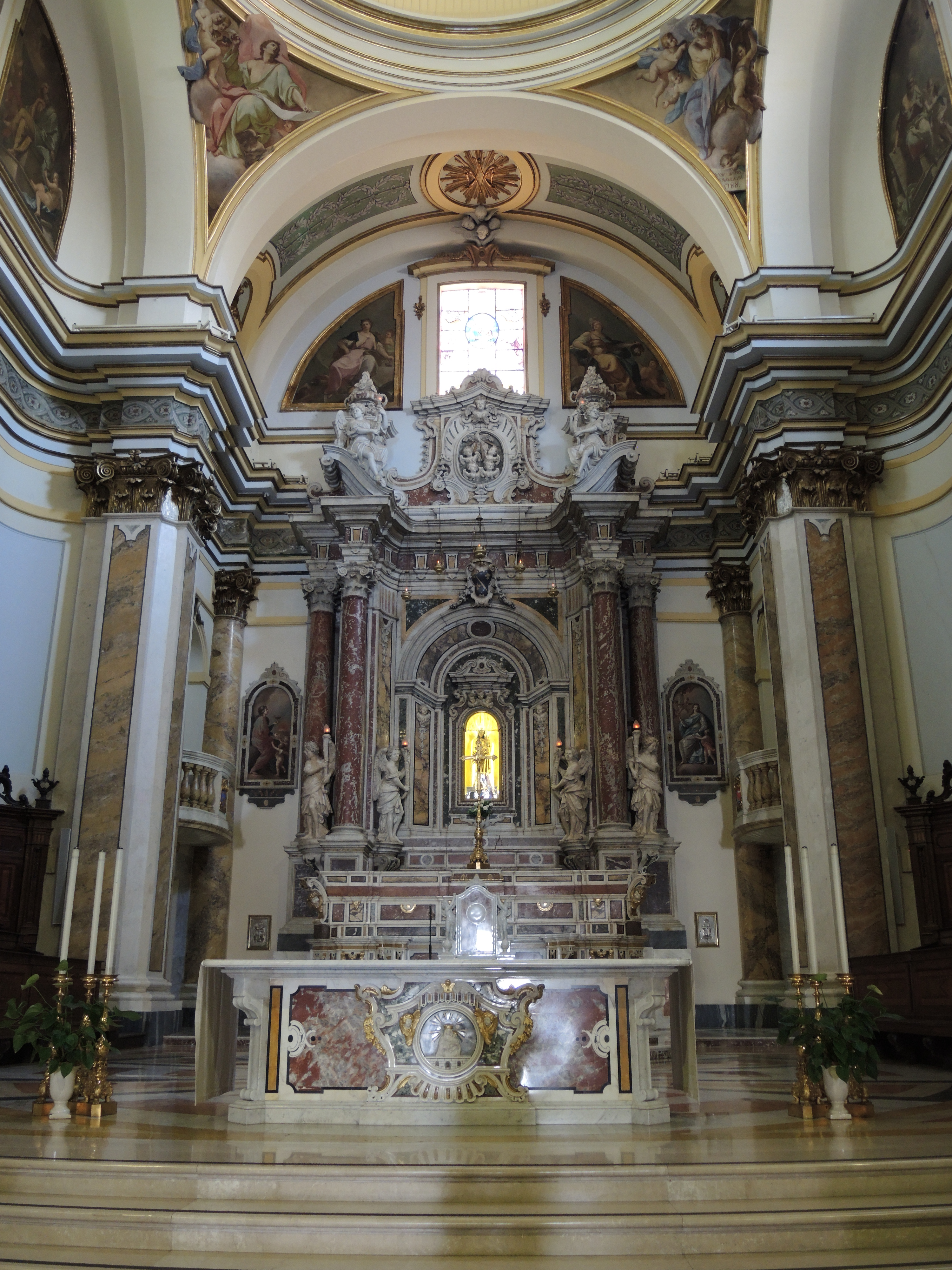
Altare maggiore

Il pavimento in marmi bianchi e rossi, che disegnano un'elaborata geometria a spicchi ottagonali nel presbiterio, e lo stemma della città di Lanciano nel punto mediano della navata, reca all'ingresso la data 1870, fu progettato da Filippo Sargiacomo, in sostituzione di quello vecchio in pietra magellana, ormai sconnesso e rovinato in più punti. Sargiacomo nel 1894 progettò anche il trono episcopale in marmi, per volere di Mons. Francesco Petrarca. Tale trono episcopale fu semi-distrutto dall'arcivescovo Benigno Luciano Migliorini, che lo fece smontare e rimontare all'ingresso della chiesa, dove affiggere i nomi degli arcivescovi di Lanciano, a partire dal primo Mons. Maccafani, utilizzato oggi come lapide delle tombe vescovili. Nel 1873 il Sargiacomo progettò anche il pulpito ligneo dipinto, oggi esposto nel Museo diocesano, che reca l'iscrizione di completamento, e lo stemma della Città.
Le tele principali sono di Giacinto Diano e Carlo Gigante. Le tele esposte lungo la parete sinistra sono:
- Madonna col Bambino e Santi Andrea e Emidio (1794) del Diano, oppure di Ignazio Gianni e Carlo Gigante, parete sinistra dall'ingresso, primo altare a sinistra;
- San Francesco di Paola (1793) di Nicola Monti, secondo altare di sinistra; una copia di questo quadro fu effettuata dal lancianese Eliseo De Luca per il santuario della Madonna Assunta nella vicina Castel Frentano;
- Martirio di Santo Stefano (1793) del Diano, terza nicchia di sinistra.

Questi altari, con le tele al centro, sono a loro volta sormontate da cornici laterali con lunette finemente lavorate, affiancata da putti verso la chiave di volta, opera di Alessandro Terzani, nelle lunette ci sono altri dipinti, quasi tutti di Giacinto Diano: nel primo altare da sinistra, ci sono Sant'Agostino e San Gerolamo (1790-91), poi nel secondo le allegorie della Virtù dell'Umiltà e la Virtù della Prudenza, nella terza ci sono i profeti Aggeo e Abacuc (1790). Sulla parete di sinistra, sia che su quella destra, ci sono dei confessionali in legno finemente scolpito, del 1847 di Raffaele Parlatore di Orsogna.
Nel presbiterio, ai lati si trovano due grandi tele. La tela laterale di maggior interesse è di Giuseppangelo Ronzi, del 1806: La regina di Saba e Re Salomone. Il Ronzi eseguì anche un'altra tela: Davide e Abigail, ma andò distrutta nell'incendio del 1933, e venne sostituita da una più modesta di Francesco De Vincentiis di Chieti del 1934, che ne ricalca tuttavia il disegno originale.
Le lunette di quest'ultima parte mostrano i profeti Ezechiele e Geremia, e le quattro Virtù cardinali, del Ronzi e del Diano. Nella parete destra della navata, dall'ingresso si trovano:
- Natività di Gesù con San Giovanni piccolino di Donato Teodoro da Chieti (metà '700), proveniente dalla chiesa di Santa Lucia, e nelle lunette ci sono gli affreschi di San Gregorio I e un Dottore della Chiesa, di Diano (1790-91).
- Ultima Cena, presso il cappellone del Sacramento, di Tommaso Alessandrino di Ortona, firmata e datata 1601; la parte di base fu sistemata dal pittore Nicola de Arcangelis di Lanciano a fine '700; l'opera precedentemente era attribuita ad Antonio Solario "lo zingaro";
- Natività di Maria (1792-3) di Diano, nella terza cappella, e nelle lunette i profeti Michea e Abdia; in questo quadro si nota in alto Dio Padre, col volto identico a quello dell'affresco perduto dell'Assunzione di Maria, presso la cupola. La cappella aveva un altare utilizzato per sepolture degli Arcivescovi; quando nel 1870 si rifece il pavimento, si scopersero altre tombe, dei Canonici e quelle per le sepolture dei forestieri[20]Probabilmente nel Corridoio del Ponte fu spostata una lastra che ricorda un tal Giovan Pietro Bonanome con l'iscrizione "sepoltura exterorum", morto nel 1529.

La grande cupola aveva questo affresco dell'Assunzione e Incoronazione di Maria a Regina dei Cieli, con un alto la Santissima Trinità, e attorno schiere di angeli, cherubini, santi, profeti, tra cui spicca Re David che suona l'arpa. Andato danneggiato già nell'800 per infiltrazioni, ne sopravvivevano scarne porzioni, staccate quando la cupola andò demolita negli anni '50 per essere ricostruita; oggi si conservano il cartone preparatorio del Diano, esposto nel Museo diocesano, e i due toni di Dio Padre e Re Davide, salvati dalla cupola. Del progetto originario del Diano, restano i suoi dipinti nei quattro spicchi dei Quattro Evangelisti.

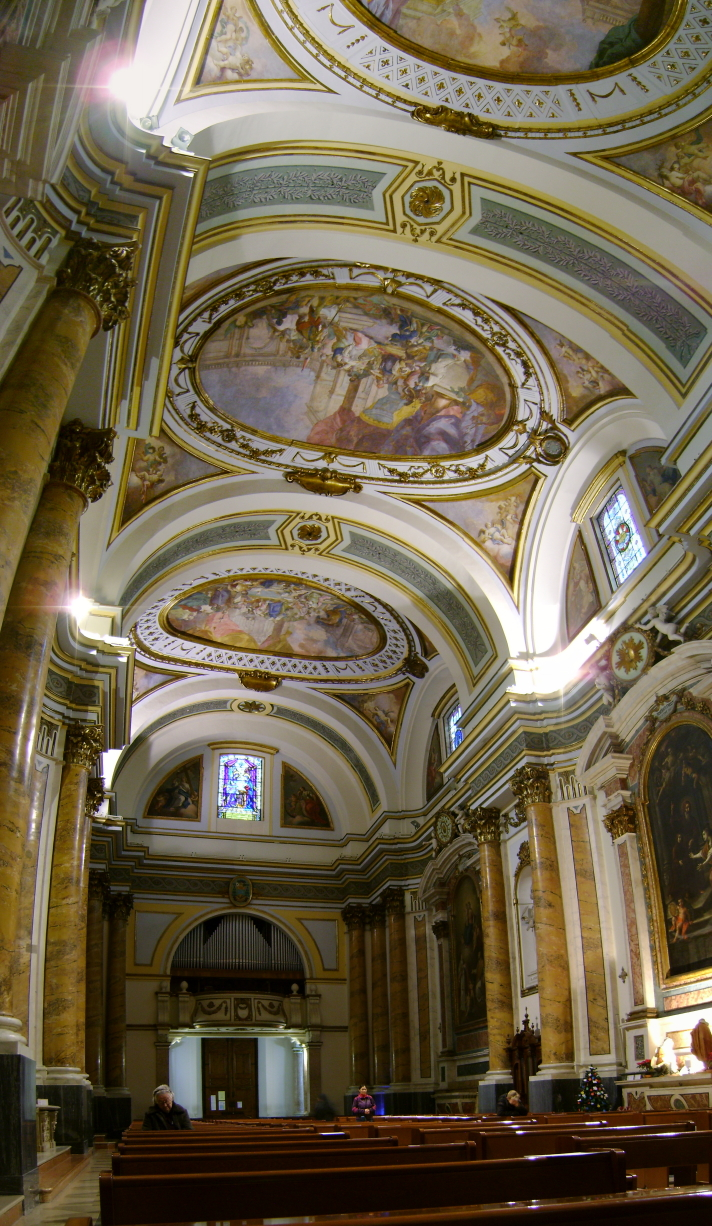
I riquadri biblici del soffitto di Giacinto Diano

Le volte della chiesa sono ovali, dotate da una falsa cupola, e possiedono dipinti nell'ovale centrale e nei quattro spicchi angolari, in quest'ultimi il Diano rappresentò dei Profeti: la navata possiede tre. I dipinti delle lunette sono di Giacinto Diano, datati intorno al 1788:
- Davide mostra a Salomone il progetto del Tempio, la scena si concentra all'ingresso di un tempio porticato, con il giovane Davide che parla all'anziano Salomone, che reca in mano la carta del progetto: lungo la scalinata sale uno schiavo con la cassa d'oro per il pagamento; sulla base un soldato seduto poggia sopra la cornice dell'ovale, dove è riportata la firma del Diano.
- Ester e Assuero, è riportata un'altra scena del Tempio, dove al centro figura la morte di Ester.
- Sacrificio di Elia, sempre la scena è presso il sagrato di un tempio, con Elia al centro che apre le braccia al cielo, da cui scende la luce divina insieme a dei cherubini.

La critica ha interpretato questi tre dipinti come un'allegoria dei secolari progetti di costruzione e ricostruzione della Cattedrale della Madonna, finalmente giunta al termine, e pronta per essere consacrata; la disposizione delle pitture dall'accesso sino al presbiterio, è un cammino che induce a passi il fede ea notare le fasi di ricostruzione, sino ad arrivare alla cupola con l'Assunzione di Maria in Cielo, e all'altare maggiore con la venerazione dell'antica Icona sacra.
La sagrestia della Cattedrale è quadrangolare, e volta a botte, decorata da volte a spicchi laterali e angolari con festoni, cornucopie e angeli che reggono la Santa Casa della Madonna a modellino. Al centro della volta in un riquadro rettangolare, c'è il dipinto della Madonna col Bambino sopra il Ponte, il tutto opera del lancianese Eliseo De Luca. Presso l'altare maggiore c'è un leggio retto da un'aquila, in marmo di Carrara, opera del 1996 del lancianese Vito Pancella. Il battistero laterale ottagonale è stato lavorato con i marmi provenienti dal recinto presbiteriale. Presso la mensa d'altare del Trinchese, è stato sepolto l'arcivescovo Pietro Tesauri, che si prodigò per la popolazione lancianese durante l'occupazione nazista.

### Altare maggiore
Il presbiterio è privo di transetto, ed è leggermente rialzato da una scalinata, con l'abside decorato da scanni in legno di noce per il coro dei canonici, il maestoso altare in marmo policromo di Felice e Loreto Di Cicco di Pescocostanzo, alcuni marmi utilizzati furono il bianco, il nero, il barolè di Francia, il fiore di Persia, il giallo di Siena, il broccatello di Spagna, il rosso pompeiano, il verde antico, che compongono elaborazioni a tralci vegetali e geometrici a incastro. L'altare a tabernacolo in marmi con coppie di paraste a capitelli corinzi, che sorreggono una trabeazione aggettante verso i due lati estremi sorretti dalle colonne, e da cui dipartono due robuste volute laterali, e al centro un medaglione in marmo bianco dove si trova una coppia di putti, reca al centro un arco a tutto sesto, che possiede a incasso la nicchia con la statua del XV secolo della Madonna. Sopra di esso vi è lo stemma del Comune di Lanciano in aggetto. Alla base della balaustra di Crescenzo Trinchese, vi sono quattro Angeli che reggono cornucopie, opera di Francesco Pagano. Ai lati del grande tabernacolo della Madonna, ci sono due nicchie con due tele che illustra l'Allegoria della Fede e della Luce, opera di Giuseppangelo Ronzi di Penne.
Questo altare è stato ritenuto il simbolo dell'abbondanza e della ricchezza secolare della diocesi Frentana. La mensa del Trinchese, reca al centro, in un cerchio di inserti in giallo di Persia, a simboleggiare i raggi dello Spirito Santo, la Madonna col Bambino. Il coro ligneo dei canonici è opera di Vincenzo Bencivenga di Raiano (1788-1793). La porzione di destra, distrutta dall'incendio del 1993, è frutto dei lancianesi D'Antonio e Prosini. 
L'interno della cattedrale prima del 2002 era ornato anche da molte altre opere, come statue, tele, candelabri monumentali in legno dorato, e lampadari di cristallo. I lampadari sono andati perduti nel 1943, mentre le altre opere di grande interesse sono state traslate nella collezione del Museo diocesano. Tra queste opere c'è anche il "tesoro della Vergine del Ponte" che occupa un'intera sala del museo, consistente nel vestiario in trapunta dorata della Madonna, degli abiti talari vescovili da cerimonia, degli oggetti sacri e delle offerte in oro e diamanti delle nobili famiglie lancianesi, dei paramenti liturgici finemente lavorati in metallo, e delle tele ex voto del XIX secolo realizzate di lancianesi miracolati dalla Madonna.

### Statua della Santa Vergine del Ponte

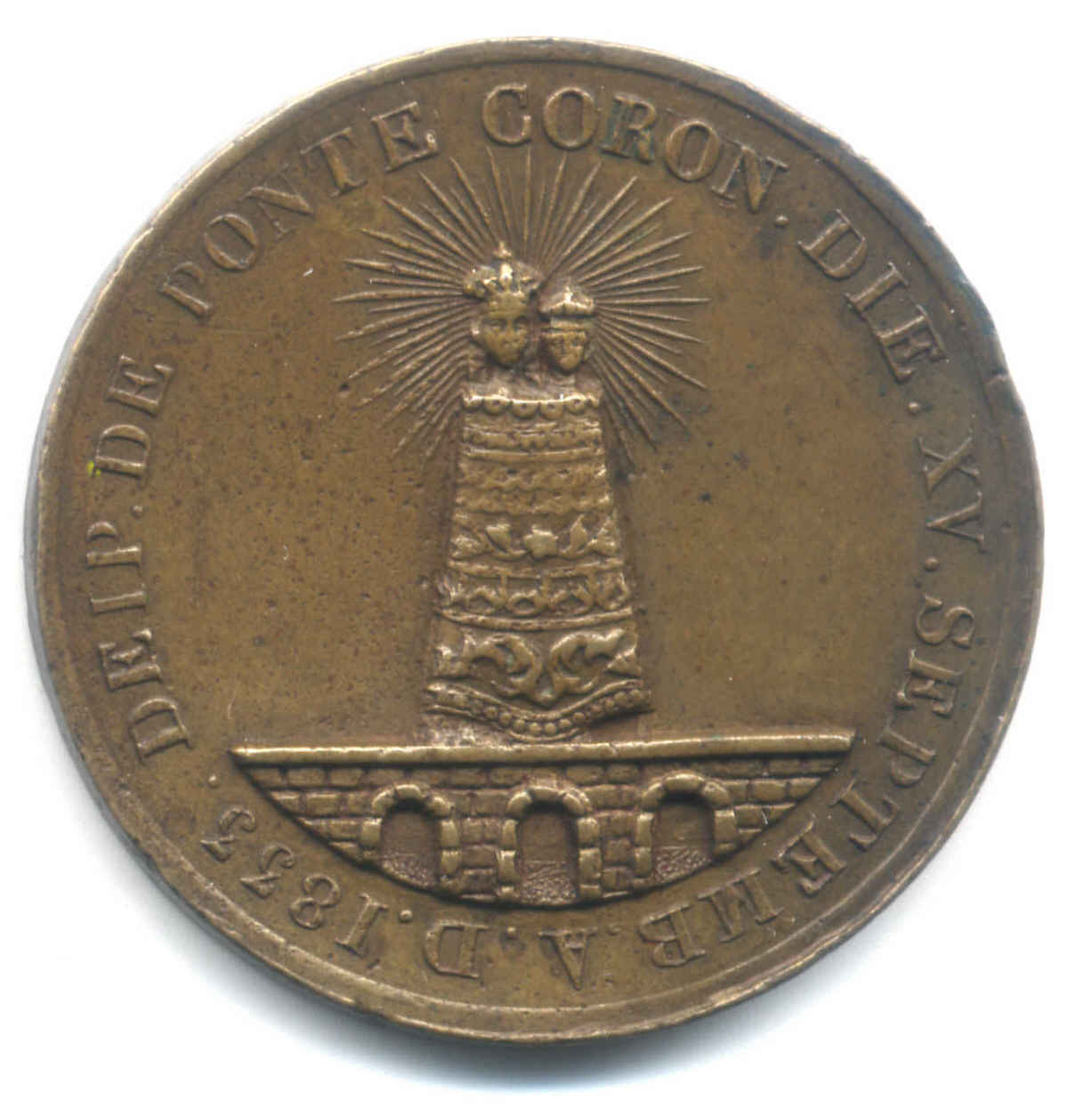
Medaglia commemorativa della Madonna col Bambino, coniata nell'occasione dell'incoronazione, nel 1833

In una nicchia in fondo al presbiterio è situata la statua in terracotta policroma della Madonna del Ponte. La statua mostra la Vergine incoronata, in posizione solenne, reggente il Bambino, anche lui incoronato. La Madonna del Ponte a Lanciano iniziò a soppiantare il culto primario di San Maurizio già nel XIV secolo. Nel 1833 si provvide all'incoronazione simbolica della statua della Vergine, con un pellegrinaggio a Roma la notte del 13 settembre, per volere del parroco don Francesco Saverio Mariani. Vennero elargiti doni e offerte sia dei contadini sia dei ricchi alla statua della Vergine, vennero cuciti nuovi abiti, e la statua tornò da Roma incoronata la mattina del 14 settembre, con grandi celebrazioni in città, divenendo immediatamente festa patronale civica.
Dal 2017 la statua che si espone al pubblico culto è stata traslata in un percorso moderno realizzato lungo il fianco destro della basilica, accessibile dal recinto marmoreo presbiteriale o dalla cappella del Sacramento: si tratta di un percorso tra scrittura e arte, dove si trovano anche targhe storiche e moderne che ricordano le vicende della basilica e dei vari arcivescovi che ressero la diocesi frentana. Al termine del percorso si trova la sacrestia con il soffitto a calotta riccamente affrescato, l'ufficio parrocchiale e la sala del capitolo cattedrale.

### Cappella del Santissimo Sacramento

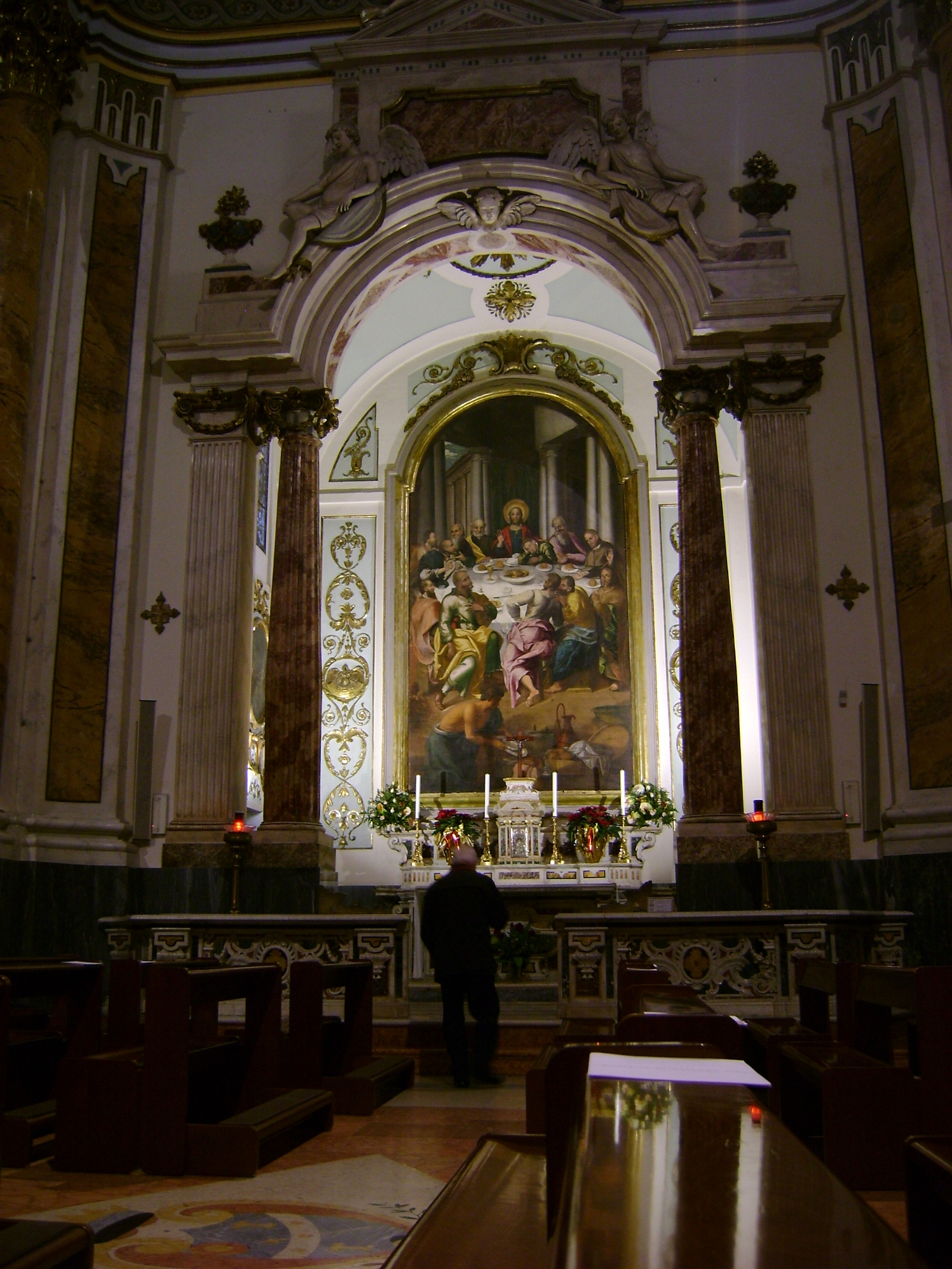
Cappella del Santissimo Sacramento

Nella chiesa vi è una cappella privilegiata, sulla destra, con raffigurata l'Ultima Cena di Tommaso Alessandrino di Ortona (1601). Il dipinto è una delle poche testimonianze dell'arte sacra d'impronta manierista a Lanciano.. Non mancano nella raffigurazione della tavola con Cristo tra gli Apostoli elementi di prospettiva e di gusto del naturale. Seguendo lo stesso schema delle altre cappelle-altari della navata, questa è sormontata dalle lunette della Virtù della Fortezza e dalla Virtù della Purezza di Giacinto Diano. La cappella era un tempo l'area dell'antica Edicola votiva edificata sopra il Ponte nel XII secolo, rifatta nel 1389 ecc., con l'altare di Ottaviano Grandeo del XVI secolo, distrutto nel 1762, da cui fu prelevata la statua della Madonna nel 1786, per essere posta nel nuovo altare maggiore completato dai fratelli Di Cicco da Pescocostanzo. All'interno della cappella vi è la balaustra d'altare in marmi del Trinchese, con l'iscrizione dedicatoria, e due tondi laterali con delle tele di Donato Teodoro, che illustrano Cristo e l'0adultera e il Noli me tangere. Un ingresso laterale conduce al corridoio-ballatoio progettato dal Sargiacomo durante i lavori di colmatura del fossato sotto il Ponte, restaurato di recente, che immette ai locali della Sagrestia. Lungo il corridoio è stata collocata la statua processionale della Madonna scolpita nel 1933, e diverse lapidi che ricordano le opere munifiche dei vescovi di Lanciano per i restauri alla Cattedrale.

## Opere della Cattedrale nel Museo diocesano
Nel 2002 l'arcivescovo Enzio d'Antonio inaugurò il Museo diocesano d'arte sacra lancianese, nel palazzo arcivescovile, intendendo valorizzare il cospicuo patrimonio delle chiese di Lanciano, che giacevano nei ripostigli, abbandonate. Dalla Cattedrale provengono:
- una serie di candelabri lignei intagliati e dorati, che mostrano dei leoni che reggono i ceri;
- Il Tesoro della Madonna del Ponte, allestito appositamente in una sala del museo, che consiste nei paramenti sacri più pregevoli del corredo della Madonna, vestiti, le corone del 1833, le stampe antiche del XVIII-XIX secolo, gli anelli a cammei e coralli, le collane, gli ex voto dei fedeli;
- Una serie di tavolette ex voto popolari di grazie ricevute dalla Madonna;
- Quadri dedicati alla Madonna, ispirate a stampe della Vera Immagine della Madonna, di interesse il quadro di Nicola de Arcangelis di fine '700, e il quadro a tela di Francesco Maria Renzetti, di metà '700.
- Statue lignee della Madonna Annunziata con l'Arcangelo, del XIV secolo, ma ridipinte, provenienti dalla distrutta chiesa dell'Annunziata.

## Tradizione della Squilla
Il campanile della basilica ha sulla sommità un cannoncino, che spara a salve a mezzogiorno di ogni dì, per segnare l'ora. Questa consuetudine fu adottata dal Comune di Lanciano dal 1867, per segnare il mezzogiorno a lunga distanza, anche nelle contrade dove si lavorava nei campiInoltre la Torre ha tre campane, due fisse per battere le ore, e una campanella che suona a slancio ogni mattina alle 8:00 per mezzora, per annunciare l'avvio delle attività lavorative, reminiscenza delle antiche adunanze ai parlamenti pubblici nel Municipio. Si tratta della Squilla, campanella rifusa nel 1853 per volere dei procuratori Michele De Giorgio sindaco di Lanciano e di Francesco Paolo Berenga, i quali si erano occupati dei festeggiamenti alla Madonna per l'Incoronazione del 1833. La tradizione andò avanti, senza un'organizzazione precisa, sicché quella attuale fu ripristinata dall'arcivescovo Enzio d'Antonio nel 1982, con la stessa programmazione. La Squilla, il 23 dicembre suona di sera per un'ora dalle 18:00 alle 19:00 in occasione del simbolico pellegrinaggio dalla Cattedrale alla chiesa campestre dell'Iconicella.